# HpH 304CZ / C
Die HpH 304CZ und HpH 304C sind einsitzige Segelflugzeuge des tschechischen Herstellers HpH Sailplanes aus Kutná Hora. Die Segelflug-Indices betragen 110 (CZ) und 104 (C).

## HpH 304CZ

### Geschichte
Nach dem Konkurs von Glasflügel Segelflugzeugbau im Jahr 1982 und dem daraus resultierenden Ende der Produktion der Glasflügel 304 übernahm HpH Sailplanes die Formen des Flugzeuges und fing Mitte der 90er Jahre wieder an, dieses unter dem Namen HpH 304CZ zu produzieren. Seitdem wurde die 304 in vier Versionen produziert.

### Konstruktion
Die HpH 304CZ, welche hauptsächlich aus Faserverbunden bestand, wurde anfänglich nur mit 15 Metern Spannweite, später aber auch mit 17,44 Metern als HpH 304CZ-17 angeboten. Das Flugzeug verfügt über Wölbklappen gekoppelt mit den für Glasflügel typischen Hinterkantendrehklappen, welche als Landehilfen genutzt werden. Auch typisch für Glasflügel-Modelle ist die Parallelogrammsteuerung am Knüppel. Die 304 hat ein T-Leitwerk mit gedämpftem Höhenruder, ein Zweipunktfahrwerk, wobei das Vordere eingefahren werden kann. Die einteilige Haube lässt sich nach vorne öffnen und nimmt dabei das Instrumentenbrett mit. Im Gegensatz zu anderen Segelflugzeugtypen dieser Zeit wurde nicht auf eine Bugkupplung verzichtet, es gab also für Flugzeugschlepp und Windenstart zwei verschiedene Kupplungen. Später wurden auch Winglets zur Verbesserung der Flugeigenschaften verbaut. Das Flugzeug fliegt in der FAI-15m-Klasse.

### Technische Daten
| Kenngröße                   | Daten HpH 304CZ(-17)     |
| --------------------------- | ------------------------ |
| Besatzung                   | 1                        |
| Länge                       | 6,45 m                   |
| Spannweite                  | 15 m (17,43 m)           |
| Höhe                        | 1,36 m                   |
| Flügelfläche                | 9,88 m² (10,68 m²)       |
| Flügelstreckung             | 22,78 (28,44)            |
| Profil                      | HQ 010-16-42             |
| Gleitzahl                   | 44 (ca. 47) bei 116 km/h |
| Geringstes Sinken           | 0,56 m/s bei 60 km/h     |
| Leermasse                   | 235 kg                   |
| max. Startmasse             | 450 kg                   |
| Wasserballast               | 115 l                    |
| Flächenbelastung            | 30,8–45,55 kg/m²         |
| Höchstgeschwindigkeit (vNE) | 250 km/h                 |

## HpH 304C Wasp

### Konstruktion
Die HpH 304C Wasp wurde für die Standardklasse auf Basis der HpH304CZ entworfen. Die große Änderung dabei war der Verzicht auf Wölbklappen und der Einsatz auf der Tragflächenoberseite ausfahrender, zweistöckiger Schempp-Hirth-Bremsklappen. Ansonsten blieb das Flugzeug größtenteils gleich der 304CZ.

### Technische Daten
| Kenngröße                   | Daten HpH 304C       |
| --------------------------- | -------------------- |
| Besatzung                   | 1                    |
| Länge                       | 6,45 m               |
| Spannweite                  | 15 m                 |
| Höhe                        | 1,36 m               |
| Flügelfläche                | 9,88 m²              |
| Flügelstreckung             | 22,78                |
| Flügelprofil                | HQ 010-16-42         |
| Gleitzahl                   | 43 bei 116 km/h      |
| Geringstes Sinken           | 0,57 m/s bei 77 km/h |
| Leermasse                   | 235 kg               |
| max. Startmasse             | 450 kg               |
| Wasserballast               | 115 l                |
| Flächenbelastung            | 30,8–45,45 kg/m²     |
| Höchstgeschwindigkeit (vNE) | 250 km/h             |